# Falls of Tarf
Falls of Tarf är ett vattenfall i Storbritannien.   Det ligger i kommunen Perth and Kinross och riksdelen Skottland, i den norra delen av landet, 600 km norr om huvudstaden London. Falls of Tarf ligger 769 meter över havet.
Terrängen runt Falls of Tarf är lite kuperad.Runt Falls of Tarf är det mycket glesbefolkat, med 4 invånare per kvadratkilometer. Närmaste större samhälle är Pitlochry, 19,8 km söder om Falls of Tarf. I omgivningarna runt Falls of Tarf växer i huvudsak blandskog.